# Liste der Baudenkmale in Herzlake
In der Liste der Baudenkmale in Herzlake sind alle Baudenkmale der niedersächsischen Gemeinde Herzlake aufgelistet. Die Quelle der Baudenkmale ist der Denkmalatlas Niedersachsen. Der Stand der Liste ist der 6. August 2022.

## Allgemein
In den Spalten befinden sich folgende Informationen:
- Lage: die Adresse des Baudenkmales und die geographischen Koordinaten. Kartenansicht, um Koordinaten zu setzen. In der Kartenansicht sind Baudenkmale ohne Koordinaten mit einem roten Marker dargestellt und können in der Karte gesetzt werden. Baudenkmale ohne Bild sind mit einem blauen Marker gekennzeichnet, Baudenkmale mit Bild mit einem grünen Marker.
- Bezeichnung: Bezeichnung des Baudenkmales
- Beschreibung: die Beschreibung des Baudenkmales. Unter § 3 Abs. 2 NDSchG werden Einzeldenkmale und unter § 3 Abs. 3 NDSchG Gruppen baulicher Anlagen und deren Bestandteile ausgewiesen.
- ID: die Objekt-ID des Baudenkmales
- Bild: ein Bild des Baudenkmales, ggf. zusätzlich mit einem Link zu weiteren Fotos des Baudenkmals im Medienarchiv Wikimedia Commons. Wenn man auf das Kamerasymbol klickt, können Fotos zu Baudenkmalen aus dieser Liste hochgeladen werden:

## Aselage
| Lage                                           | Bezeichnung                      | Beschreibung | ID       | Bild           |
| ---------------------------------------------- | -------------------------------- | ------------ | -------- | -------------- |
| Zur Alten Mühle 12 52° 41′ 37″ N, 7° 39′ 14″ O | Windmühle                        |              | 35914734 | Weitere Bilder |
| Aselage 15 52° 41′ 11″ N, 7° 39′ 49″ O         | Gut Aselage (Herrenhaus)         |              | 35914535 | BW             |
| Aselage 15 52° 41′ 11″ N, 7° 39′ 50″ O         | Gut Aselage (Nebengebäude)       |              | 35916330 | BW             |
| Aselage 15 52° 41′ 13″ N, 7° 39′ 45″ O         | Gut Aselage (Heuerhaus)          |              | 35914563 | BW             |
| Aselage 19 52° 41′ 22″ N, 7° 40′ 5″ O          | Gut Aselage (Doppelheuerhaus II) |              | 35914591 | BW             |
| Aselage 20 52° 41′ 0″ N, 7° 39′ 46″ O          | Gut Aselage (Heuerhaus)          |              | 35914707 | BW             |
| Ehrener Straße 6 52° 41′ 7″ N, 7° 40′ 27″ O    | Gut Aselage (Doppelheuerhaus)    |              | 35914618 | BW             |
| Ehrener Straße 6 52° 41′ 7″ N, 7° 40′ 28″ O    | Gut Aselage (Stall)              |              | 35914648 | BW             |
| Ehrener Straße 6 52° 41′ 7″ N, 7° 40′ 28″ O    | Gut Aselage (Ziehbrunnen)        |              | 35916198 | BW             |
| Ehrener Straße 6 52° 41′ 7″ N, 7° 40′ 26″ O    | Gut Aselage (Nebengebäude)       |              | 35914678 | BW             |

## Herzlake
| Lage                                            | Bezeichnung                    | Beschreibung | ID       | Bild           |
| ----------------------------------------------- | ------------------------------ | ------------ | -------- | -------------- |
| Bahnhofstraße 39 52° 41′ 22″ N, 7° 36′ 15″ O    | Kreisbahnhof (Empfangsgebäude) |              | 35915620 | BW             |
| Bahnhofstraße 39 52° 41′ 22″ N, 7° 36′ 13″ O    | Kreisbahnhof (Güterschuppen)   |              | 35916433 | BW             |
| Bahnhofstraße 39 52° 41′ 21″ N, 7° 36′ 13″ O    | Kreisbahnhof (Nebengebäude)    |              | 35916611 | BW             |
| Bahnhofstraße 52° 41′ 22″ N, 7° 36′ 18″ O       | Wegekapelle                    |              | 35914813 | BW             |
| Bahnhofstraße 14 52° 41′ 9″ N, 7° 36′ 12″ O     | Wegekapelle                    |              | 35914788 | BW             |
| Bahnhofstraße 14 52° 41′ 7″ N, 7° 36′ 12″ O     | Wohnhaus                       |              | 35915994 | BW             |
| Bahnhofstraße 14 52° 41′ 7″ N, 7° 36′ 13″ O     | Anbau                          |              | 35916224 | BW             |
| Haselünner Straße 12 52° 41′ 4″ N, 7° 36′ 10″ O | St. Nikolaus                   |              | 35914869 | Weitere Bilder |
| Löninger Straße 52° 41′ 8″ N, 7° 36′ 38″ O      | Wegekapelle                    |              | 35914899 | BW             |
| Löninger Straße 5 52° 41′ 9″ N, 7° 36′ 36″ O    | Hof Hiemann                    |              | 35916088 | BW             |
| Schulstraße 17 52° 40′ 14″ N, 7° 35′ 40″ O      | Wegemal                        |              | 35914952 | BW             |

## Außerhalb
| Lage                                                   | Bezeichnung  | Beschreibung | ID       | Bild |
| ------------------------------------------------------ | ------------ | ------------ | -------- | ---- |
| 52° 43′ 15″ N, 7° 38′ 34″ O                            | Grenzstein   |              | 35915095 | BW   |
| (Felsen) Andruper Straße 7 52° 39′ 59″ N, 7° 35′ 21″ O | Schule       |              | 35914762 | BW   |
| (Westrum) Im Dorfe 17 52° 42′ 5″ N, 7° 39′ 9″ O        | St. Antonius |              | 35914978 | BW   |